# Família Mitford

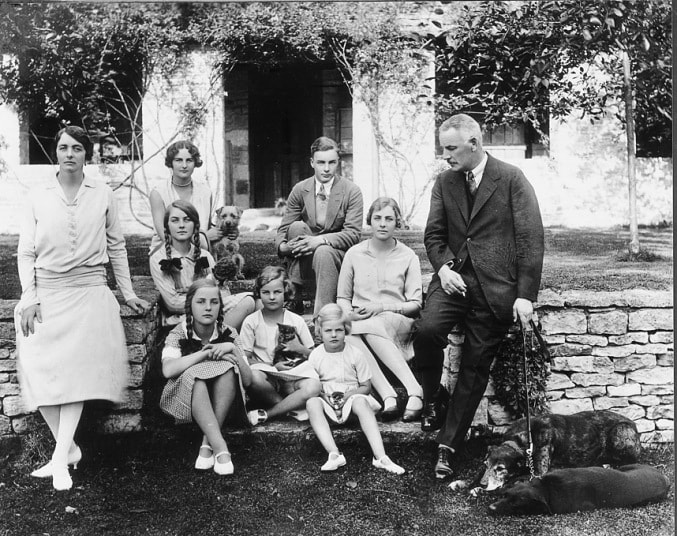
A família Mitford em 1928

A família Mitford é uma família aristocrática britânica, cujas origens em Northumberland remontam a época da conquista normanda. Foi elevada duas vezes ao Pariato da Grã-Bretanha, em 1802 e 1902, com o título de "Barão Redesdale".
A família tornou-se particularmente conhecida na década de 1930 em virtude da popularidade midiática das seis irmãs Mitford, filhas de David Freeman-Mitford, 2.º Barão Redesdale. Elas eram personalidades controversas e escandalosas, que foram descritas pelo The Times como "Diana, a fascista, Jessica, a comunista, Unity, a amante de Hitler, Nancy, a romancista, Deborah, a duquesa, e Pamela, a discreta conhecedora de aves" – em referência a sua lesbianidade.

## Árvore genealógica

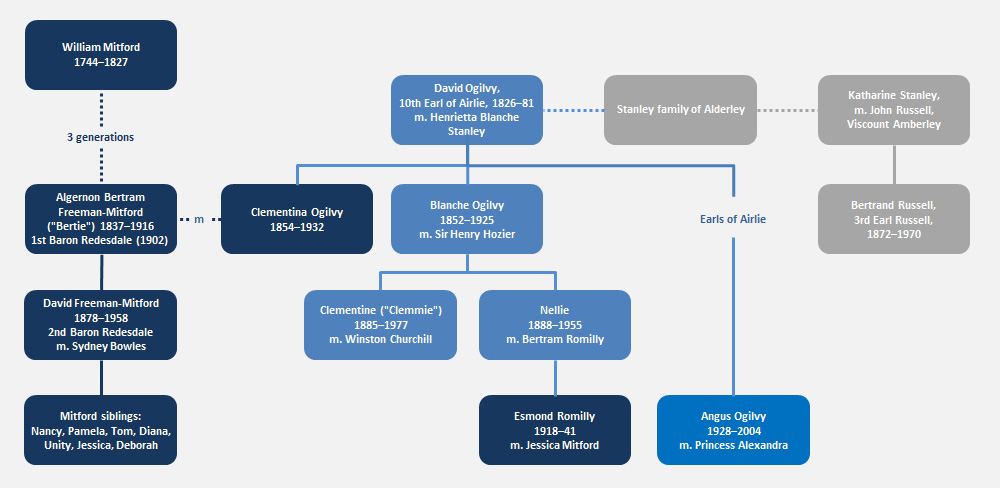
Árvore genealógica mostrando algumas das conexões da família Mitford, por meio de casamentos, com outras famílias importantes, incluindo os Russells (duques de Bedford), os Churchills (duques de Marlborough) e, através da princesa Alexandra, a família real britânica. Deborah Mitford casou-se com Andrew Cavendish, que se tornou o 11.º duque de Devonshire.

## Membros

### David Mitford
Nascido em 13 de março de 1878, David Bertram Ogilvy, 2.º Barão Redesdale era membro da ilustre família Freeman-Mitford. O tataravô de Redesdale foi o historiador William Mitford. Redesdale era o segundo filho de Bertram Freeman-Mitford, 1.º Barão Redesdale e Lady Clementine Gertrude Helen Ogilvy, filha de David Ogilvy, 10.º Conde de Airlie. Seu pai era diplomata, político e autor, com grandes propriedades em Londres, Gloucestershire, Oxfordshire e Northumberland; entre elas a 26 Rutland Gate e Asthall Manor.
Seu pai foi elevado ao título de nobreza em 1902, e assim David ficou conhecido como Exmo. David Mitford, por conseguinte sua família comumente usava apenas Mitford e não o sobrenome composto Freeman-Mitford.
A lendária excentricidade de Mitford ficou evidente desde cedo. Quando criança, ele era propenso a ataques repentinos de raiva. Ele era totalmente desinteressado em leitura e educação e desejava apenas passar o tempo cavalgando. Mais tarde, ele gostava de se gabar de ter lido apenas um livro em sua vida, o romance Caninos Brancos (1910), de Jack London, alegando que gostou tanto que jurou nunca mais ler outro. No entanto, ele leu a maioria dos livros de suas filhas.
Sua falta de aptidão acadêmica fez com que ele não fosse enviado para Eton College, com seu irmão mais velho, mas sim para Radley College, com a intenção de entrar para o exército. No entanto, ele foi reprovado no exame de admissão para a Real Academia Militar de Sandhurst, e foi enviado para o Ceilão para trabalhar para um plantador de chá.
Uma vez de volta a Inglaterra, David casou-se em 6 de fevereiro de 1904 com Sydney Bowles, filha de Thomas Gibson Bowles e Jessica Gordon.
Como um par conservador, Redesdale era um membro hereditário da Câmara dos Lordes. Ele comparecia às sessões conscienciosamente, mas tinha pouco interesse em legislação, exceto por se opor a quase todas as mudanças progressivas. Na década de 1930, no entanto, sua esposa desenvolveu uma forte simpatia pelo fascismo, e ele favoreceu a abordagem de apaziguamento de Neville Chamberlain em relação à Alemanha nazista. Sua filha Jessica, uma comunista desde a adolescência, o descreveu como "um dos fascistas de natureza", mas ele nunca se juntou a nenhum partido fascista. Como resultado, ele se afastou permanentemente de Jessica e parcialmente de sua filha mais velha Nancy, que era uma forte antifascista e socialista moderada.
David morreu em 17 de março de 1958 em Northumberland e foi enterrado no cemitério da Igreja de St Mary em Swinbrook, Oxfordshire, onde quatro de suas filhas (Nancy, Diana, Unity e Pamela) também estão enterradas.

### Irmãs Mitford

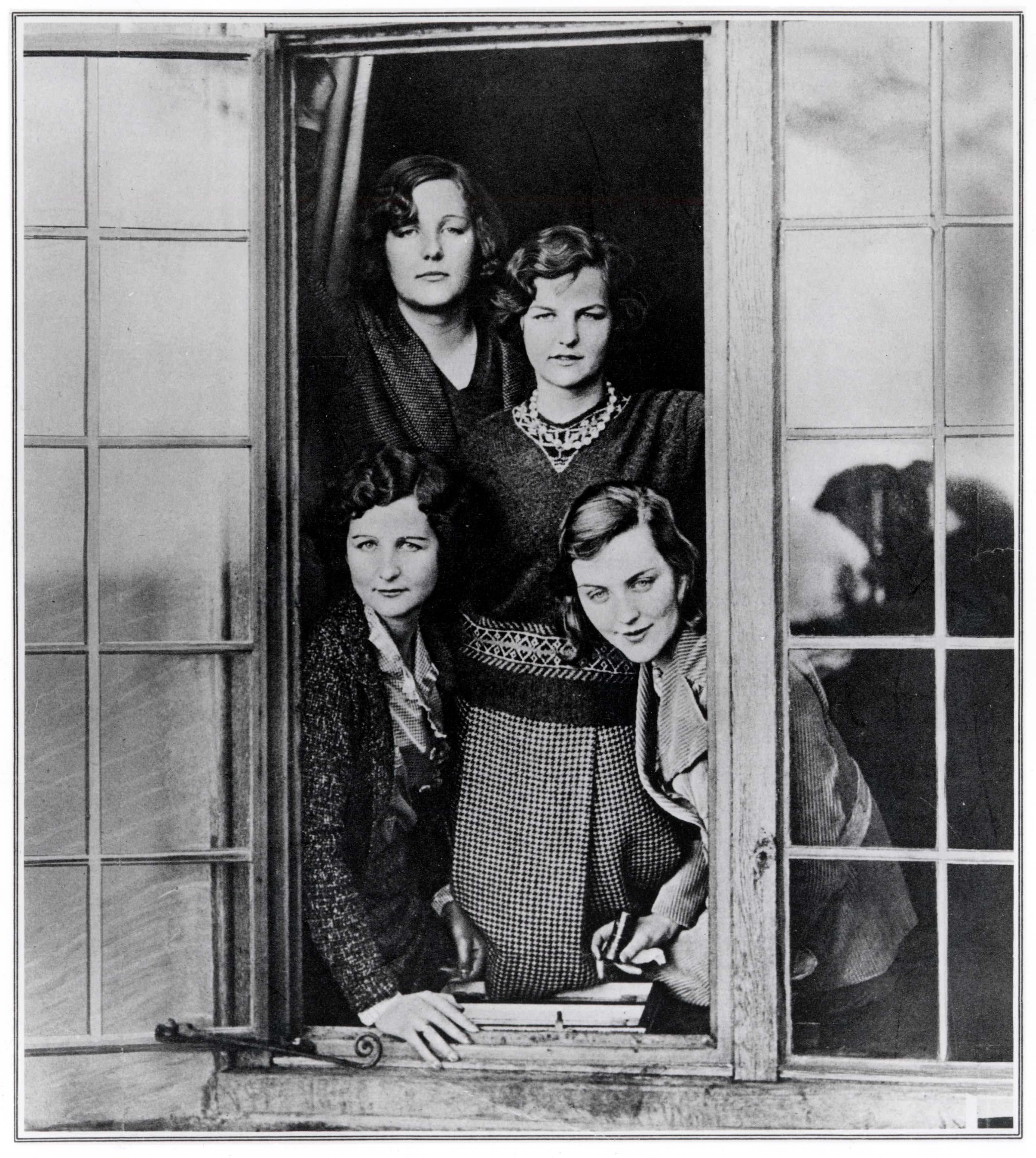
Nancy, Diana, Unity e Jessica Mitford na capa da Revista Sketch (1932)

#### Nancy
Nascida em 28 de novembro de 1904, Nancy foi uma romancista de sucesso. Seus dois romances semiautobiográficos do pós-guerra, The Pursuit of Love (1945) e Love in a Cold Climate (1949), estabeleceram sua reputação. Aficionada por estudos biográficos, escreveu biografias de Madame de Pompadour, Voltaire e Luís XIV.
Casou-se com Peter Rodd, soldado e aristocrata britânico, de quem ela posteriormente se divorciou, e manteve relacionamento de longa data com o político e estadista francês Gaston Palewski. Morreu em 30 de junho de 1973 após sofrer vários anos de uma dolorosa doença.

#### Pamela
Nascida em 25 de novembro de 1907 e apelidada de Pam, defendia vigorosamente a causa dos animais. Ela levou uma vida muito mais pacífica do que suas irmãs. Uma vez cortejada pelo escritor e poeta John Betjeman, causou escândalo ao casar-se, em 1936, com Derek Jackson, um físico, milionário, bissexual e seis vezes divorciado. Jackson se divorciou de Pamela em 1951, e sua ex-esposa então se voltou para amores femininos, vivendo a amazona italiana Giuditta Tommasi  até sua morte em 12 de abril de 1994. Pamela era conhecida pela família e amigos como you-know-what-bian (você-sabe-o-que-bica, em tradução livre). em referência a sua lesbianidade.

#### Diana
Nascida em 17 de junho de 1910, foi a mais conhecida das irmãs Mitford pelo seu envolvimento com a União Britânica de Fascistas.  Um amigo da família, James Lees-Milne, escreveu sobre sua beleza: "Ela era a coisa mais próxima da Vênus de Botticelli que eu já vi". Inicialmente casada com Bryan Guinness, herdeiro da baronia de Moyne, faziam parte do Bright Young Things, um grupo social de jovens aristocratas boêmios da década de 1920 em Londres. Seu casamento terminou em divórcio após ela abandonar o marido por Oswald Mosley, líder da União Britânica de Fascistas. Em 1936, ela se casou com Mosley na casa do ministro da propaganda da Alemanha Nazista, Joseph Goebbels, com Adolf Hitler como convidado de honra.
Seu envolvimento com o fascismo resultou em três anos de internação durante a Segunda Guerra Mundial, quando a Grã-Bretanha estava em guerra com a Alemanha nazi. Mais tarde, ela se mudou para Paris e teve algum sucesso como escritora. Na década de 1950, ela contribuiu com diários para a Tatler e trabalhou como editora para a revista The European. Em 1977, ela publicou sua autobiografia, A Life of Contrasts (1977), e mais duas biografias na década de 1980.
A aparição de Diana em 1989 no Desert Island Discs da BBC Radio 4 casou escândalo devido à sua negação do holocausto e admiração por Hitler. Ela morreu ostracionada em 11 de agosto de 2003 na França.

#### Unity
Nascida em 8 de agosto de 1914 e apelidada de Bobo, era fascinada pela disciplina militar. Juntou-se ao partido nazista e tornou-se admiradora de Adolf Hitler, com quem há muito procurava conhecer e de quem se tornou amiga íntima. Sua irmã mais nova, Jéssica, com quem dividia o quarto, era uma comunista dedicada. As dois desenharam uma linha de giz no meio para dividir o cômodo. O lado de Jessica foi decorado com foice e martelo e fotos de Vladimir Lenin, enquanto o de Unity foi decorado com suásticas e fotos de Hitler. Unity não suportava o fato do Reino Unido guerrar contra a Alemanha e tentou suicídio no mesmo dia em que a guerra foi declarada, em 3 de setembro de 1939, num jardim público da cidade de Munique. A bala permaneceu alojada em seu crânio por quase nove anos, causando-lhe dor e invalidez e, por fim, causando sua morte em 28 de maio de 1948.

#### Jessica
Nascida em 11 de setembro de 1917, apelidada de Decca e conhecida como "ovelha vermelha da família", juntou-se ao Partido Comunista Americano e depois partiu para a Espanha para lutar ao lado da facção republicana na Guerra Civil Espanhola. Ela se casou em primeiras núpcias com seu primo Esmond Romilly, sobrinho de Winston Churchill, que morreu em combate abatido por um avião alemão sobre o Mar do Norte, em 1941. Casou-se novamente nos Estados Unidos com um sindicalista norte-americano, Robert Treuhaft, com quem advogou pelos direitos civis dos negros. Mais tarde, ela escreveu um best-seller, The American Way of Death (1963), denunciando as práticas dos agentes funerários. Este trabalho permitiu-lhe tornar-se jornalista investigativa. Jessica morreu em 23 de julho de 1996.

#### Deborah
Nascida em 31 de março de 1920 e apelidada de Debo, casou-se em 1941 com o Lorde Andrew Cavendish, futuro Duque de Devonshire, membro da alta nobreza, parente distante da família real britânica e sobrinho do primeiro-ministro Harold Macmillan.
Deborah morreu de complicações de demência em Edensor em 24 de setembro de 2014, aos 94 anos. Seu funeral foi realizado em 2 de outubro de 2014 na St Peter's Church, em Edensor. Entre os convidados estavam o então Príncipe de Gales (mais tarde rei Carlos III) e sua esposa, Camilla.

### Thomas Mitford

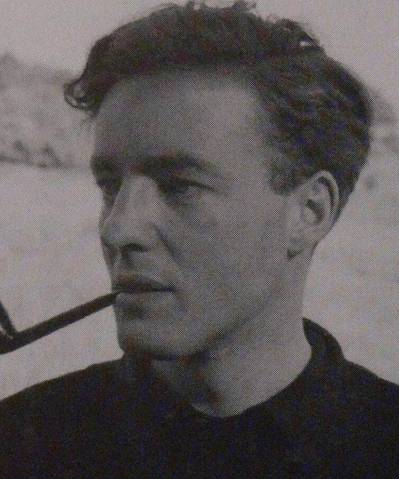
Tom Mitford

O Major Thomas David Freeman-Mitford, nascido em 2 de janeiro de 1909, foi o único filho varão do 2.º Barão Redesdale e irmão das célebres irmãs Mitford.
Na juventude, Mitford era membro ativo do Bright Young Things, um grupo social de jovens aristocratas boêmios da década de 1920 em Londres. Entre seus amigos estavam: Brian Howard, Evelyn Waugh, Bryan Guinness e John Banting. Na mesma época, Mitford mantinha, segunda a irmã Deborah, um relacionamento homossexual com James Lees-Milne, um escritor, quando ambos estudavam no Eton College.
No final da década de 1920, Mitford estudou direito em Berlim, época que demonstrou favorecimento ao Partido Nazista.
No verão de 1930, Mitford conheceu Sheilah Graham, que mais tarde o descreveria em suas memórias, Beloved Infidel (1958), como "uma versão mais jovem de seu pai e, aos vinte e um anos, um dos homens mais bonitos que já vi". Já na década de 1930, ele era amante da dançarina austríaca Tilly Losch, enquanto ela era casada com o patrono das artes Edward James.
Mitford foi morto combate em 30 de março de 1945 na Birmânia. Ele está enterrado no Cemitério de Guerra Taukkyan. Mitford optou por servir na Itália, Norte da África, e depois na Birmânia, pois não queria lutar contra a Alemanha nazi. Seu antigo amante dos tempos de colégio, James Lees-Milne, visitava a irmã de Thomas, Diana, quando soube de sua morte e acabou-se em lágrimas. Segundo Diana, sua família nunca se recuperou da morte de Thomas. Seu pai, Lorde Redesdale, ergueu uma lápide memorial dentro da Igreja de St Mary's Church, perto de sua casa, em sua homenagem.

### Outros
- Bertram Freeman-Mitford, 1.º Barão Redesdale (1837–1916)[55]
- Bertram Mitford (1855–1914), novelista[56]
- Edward Cecil Mitford (1908–2002), militar[57]
- Ivan Mitford-Barberton (1896–1976), escultor[58]
- John Mitford (1781–1859), padre[59]
- John Mitford (1782–1831), marinheiro[60]
- Mary Russell Mitford (1787–1855), ensaista[61]
- Richard Mitford (?–1407), bispo de Salisbury[62][63]
- Rupert Mitford, 6.º Barão Redesdale (1967--), membro da Câmara dos Lordes[64]
- William Mitford (1744–1827), político e historiador[65]

## Representações culturais
- O romance de Nancy Mitford de 1949, Love in a Cold Climate (1949)[66], baseado na família, foi serializado pela Thames Television em 1980 e pela BBC em 2001. Seu romance The Pursuit of Love (1945) foi serializado também pela BBC em 2021.[67]
- As irmãs Mitford foram tema de um musical, The Mitford Girls (1981)[68], de Caryl Brahms e Ned Sherrin, e da uma música, The Mitford Sisters, de Luke Haines (2003).[69]
- Uma família fictícia baseada nas irmãs Mitford aparece com destaque no romance Jo Walton, Ha'penny (2007); Viola Lark, uma das personagens do romance, abandona o ambiente de classe alta de sua família e perde o contato com suas cinco irmãs muito diferentes.[70]
- Sharon Horgan, Samantha Spiro e Sophie Ellis-Bextor interpretaram as irmãs Mitford em uma esquete em musical para a 2ª temporada da série de comédia da Sky Arts, Psychobitches (2014).[71]
- Em sua trilogia de romances em língua francesa – Le Vent du soir (1985)[72], Tous les hommes en sont fous (1985)[73] e Le Bonheur à San Miniato (1987)[74] – Jean d'Ormesson relata uma versão fantasiosa das façanhas de quatro das irmãs Mitford, através das personagens Pandora, Vanessa, Atalanta e Jessica.
- Uma parte da escrita de Jessica Mitford é usada como uma introdução falada à música Last Act of Defiance (1989), sobre a revolta na Penitenciária Estadual do Novo México, no álbum Fabulous Disaster da banda de thrash metal Exodus.[75]
- Jessica Fellowes escreveu seis romances de mistério, The Mitford Murders (2017), Bright Young Dead (2018), The Mitford Scandal (2020), The Mitford Trial (2021), The Mitford Vanishing (2022) e The Mitford Secret (2023), que apresentam as três irmãs mais velhas, Nancy, Pamela e Diana como personagens principais, e o resto da família em papéis coadjuvantes.[76]
- Diana Mitford é retratada na 6ª temporada da série de TV Peaky Blinders (2022) da BBC/Netflix, interpretada pela atriz britânica Amber Anderson. A série se passa na década de 1930 e retrata Diana e o marido Oswald Mosley se envolvendo com o protagonista fictício Tommy Shelby para promover seus objetivos políticos.[77]
- No romance Discworld The Fifth Elephant de Terry Pratchett, a lobisomem Watchwoman Angua von Überwald se refere a dois parentes dela como Nancy e Unity. O irmão de Angua, Wolfgang, é um lobisomem supremacista cuja insígnia pessoal reflete a do nazismo.[78]
- Na quarta temporada da série de comédia televisiva da BBC The Thick of It (2009), o ministro do governo britânico Peter Mannion descreve sua conselheira especial Emma Messinger como tendo "se transformado na irmã Mitford errada"[79] durante uma apresentação onde ela comenta sobre a atratividade física de um provável candidato a Líder da Oposição.
- Outrageous é uma futura série de televisão britânica sobre as irmãs Mitford.[80]